# Раш (озеро)
Раш (англ. Rush Lake) — мелководное солёное озеро в округе Туэла, штат Юта, США. Наряду с озёрами Большое Солёное, Юта и Севир, является одним из реликтов огромного озера Бонневиль, которое существовало здесь в плейстоцене. Площадь озера составляет около 13 км², однако довольно сильно изменяется. Максимальная глубина — 6,1 м; высота поверхности воды — около 1509 м над уровнем моря.
Озеро расположено в широкой долине, также называемой Раш, недалеко от городка Стоктон и в нескольких милях к югу от города Туэла. Питается водами от таяния снегов на шести окрестных горных хребтов: Шипрок (на юге), Ист-Тинтик (на юго-востоке), Уокер-Маунтинс (на востоке), Саут-Маунтинс (на севере), Стробери-Маунтинс (на северо-западе и западе) и Онаки (на юго-западе). Большую часть питания с этих хребтов озеро получает в виде подземных вод, а не в виде поверхностных потоков. Высшая точка в бассейне озера составляет 3230 м над уровнем моря. Раш отделилось от озера Бонневиль примерно 15-17 тысяч лет назад.